# Monte Carasso
Monte Carasso är en ort i kommunen Bellinzona i kantonen Ticino, Schweiz. 
Monte Carasso var tidigare en egen kommun, men den 2 april 2017 inkorporerades Monte Carasso och elva andra kommuner i Bellinzona.